# Coccodrillo
Coccodrillo – polska marka odzieżowa. Jej właścicielem jest firma CDRL powstała w roku 2002, mająca status prawny spółki akcyjnej.
Siedziba firmy znajduje się w Pianowie koło Kościana (woj. wielkopolskie). W ofercie marki znajduje się odzież, obuwie i akcesoria dla niemowląt oraz dzieci do 14. roku życia. Na każdy sezon marka proponuje kilkadziesiąt autorskich kolekcji.
Firma CDRL zajęła pierwsze miejsce w organizowanym przez wydawnictwo Bauer konkursie „Superprodukt 2007” w kategorii bielizna. Asortyment ten uzyskał również certyfikat bezpieczeństwa przyznawany przez Instytut Włókiennictwa. Firma szczyci się także dwukrotnym mianem „Hitu Mamo to Ja” przyznanym w roku 2002 i 2010 oraz „Gazelą Biznesu”. Posiada również nagrodę „Jakość Obsługi” oraz tytuł „Produkt Roku” przyznawany przez czytelników miesięcznika „Dziecko”.
Sieć sprzedaży marki, w październiku 2021, obejmuje 244 salony stacjonarne w Polsce oraz 200 za granicą. Część z nich działa na zasadzie franczyzy. Oferta Coccodrillo dostępna jest na trzech kontynentach: w Europie, Afryce i Azji.
Marka prowadzi sprzedaż także przez sklep internetowy coccodrillo.eu, dostępny w wersji polskiej, angielskiej, słowackiej, czeskiej, niemieckiej, rumuńskiej i ukraińskiej.
Coccodrillo i działalność charytatywna
Od 2018 roku marka Coccodrillo wspiera organizację pozarządową – Fundacja Mam Marzenie, przekazując całkowity dochód ze sprzedaży papierowych toreb na zakupy na pomoc dla podopiecznych fundacji.
W związku z pandemią COVID-19 w 2020 r. rozpoczął się cykl działań #CoccodrilloPomagamy, wspierających cele Fundacji Mam Marzenie. W ramach akcji marka wprowadziła na rynek limitowaną edycję maseczek ochronnych, przeznaczając dochód z ich sprzedaży dla fundacji oraz zorganizowała Weekend Marzeń 01-03.05.2020 r. (10% ze sprzedaży kolekcji wiosna/lato 2020 r. przekazano fundacji). Od listopada prowadzona jest akcja „Ubierz Marzenia”, polegająca na zbiórce odzieży używanej w salonach marki na terenie Polski. Każdy 1 kilogram zebranej odzieży to 1 zł. przekazany dla podopiecznych Fundacji. Od 2018 r. marka przekazała na cele Fundacji Mam Marzenie łącznie 282 814,04 PLN.